# 무하라크

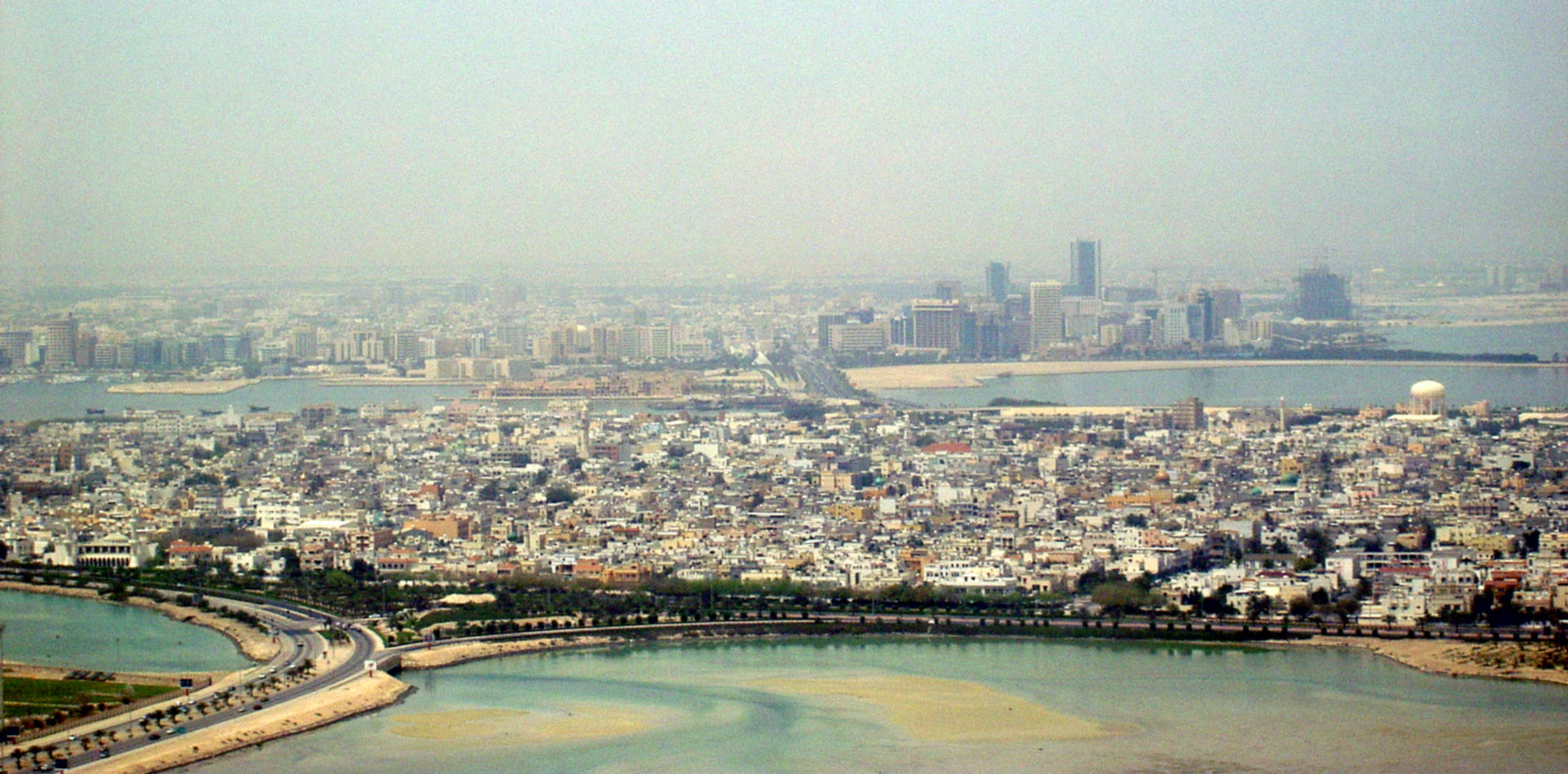
무하라크와 마나마

무하라크(아랍어: المحرق 알무하라크[*], "먼지의 땅"이라는 뜻)는 바레인에서 3번째로 큰 도시로 2012년 기준 인구는 176,583 명이다. 바레인 북동부 무하라크섬에 있는 도시로 무하라크주의 주도이며, 1923년까지 바레인의 수도였다. 현 수도인 마나마는 무하라크 바로 옆 서쪽에 있다. 바레인 국제공항이 위치한다.